# Nicolas Binder (Musiker)
Nicolas Binder (* 20. Jahrhundert oder frühes 21. Jahrhundert) ist ein deutscher EDM-Musiker aus Stuttgart. Im Jahr 2023 erlangte er in Deutschland einen stärkeren Bekanntheitsgrad  mit seinem Song Moment.

## Leben
Im Mai 2020 erschien seine Debüt-EP Runner.
Mit dem ursprünglich 2021 erschienenen Titel Moment konnte er bisher über 55 Millionen Streams auf Spotify erreichen und schaffte es in mehrere von Spotify erstellte Playlisten. Darüber hinaus erreichte der Song am 25. August Platz 90 der deutschen Singlecharts. Ein Teil des Tracks stammt von Henrik Twardzik aka Neelix und dessen Song The Twenty Five. Das Sample „Weißt Du, was ich manchmal denke? Es müsste immer Musik da sein. Bei allem, was Du machst. Und wenn’s so richtig scheiße ist, ist wenigstens noch die Musik da. Und an der Stelle, wo es am allerschönsten ist, da müsste die Platte springen und Du hörst immer nur diesen einen Moment“, das sich auch auf Neelix' Lied befindet, stammt aus Sebastian Schippers Film Absolute Giganten (1998) und wurde von Frank Giering in dessen Rolle als Floyd gesprochen.
Infolge des kommerziellen Erfolgs wurde er am 9. Juni 2023 zusammen mit einer gekürzten Short Version über Epic Records erneut veröffentlicht.
Zusammen mit twocolors und Safri Duo veröffentlichte er einen Remix von deren Song Cynical.

## Diskografie
EP
- Runner (2020)

Lieder
- Listen (2020)
- I Would’ve Stayed (feat. Giuliana Di Donna, 2021)
- Don’t Leave (2021)
- In Love with You (2021)
- Moment (2021)
- Human (2022)
- Frozen (2022)
- Close to You (2023)
- Berlin (2023)
- Berlin – auf Speed (2023)

Remixe
- Twocolors, Safri Duo, Chris de Sarandy – Cynical (2023)
- iilliaa – life gets hard (Nicolas Binder Remix) (2024)